# Сабріна Бартлетт
Сабріна Бартлетт (англ. Sabrina Bartlett) — англійська актриса. Найбільш відома по ролі Софії в третьому сезону телесеріалу «Демони Да Вінчі».
У 2016 року Бартлетт приєдналася до акторського складу шостого сезону культового серіалу HBO «Гра престолів», зігравши в фінальному епізоді маскування Арії Старк.
Вона також отримала роль принцеси Ізабелли в телесеріалі телеканалу History «Падіння Ордена».

## Раннє життя
Бартлетт народилася в Гаммерсміті, а виросла у районі Волхем-Гроув у Фулемі. Кілька років її сім'я прожила між Лондоном та англійським узбережжям. До акторської майстерності вона відвідувала школу сценічного мистецтва Трінг-Парк в Гартфордширі. Потім вона продовжила тренування в акторській школі Гілдфорда, яку закінчила в 2013 році.

## Фільмографія
| Рік  | Назва українською    | Назва англійською | Роль                     | Примітки                    |
| ---- | -------------------- | ----------------- | ------------------------ | --------------------------- |
| 2014 | Підозрювані          | Suspects          | Ханна Стівенсон          | Епізод «Calling Card»       |
| 2014 | Холбі Сіті           | Holby City        | Габріелла «Габі» Мендоса | Епізод «The Spirit»         |
| 2014 | Доктор Хто           | Doctor Who        | Маріон                   | Епізод «Робот з Шервуда»    |
| 2014 |                      | The Passing Bells | Кеті                     | 5 епізодів                  |
| 2015 | Вбивства в Мідсомері | Midsomer Murders  | Тіна Тайлер              | Епізод «A Vintage Murder»   |
| 2015 | Полдарк              | Poldark           | Керен Сміт               | 3 епізоду                   |
| 2015 | Демони Да Вінчі      | Da Vinci's Demons | Софія                    | 6 епізодів                  |
| 2016 | Гра престолів        | Game of Thrones   | маскування Арьи Старк    | Епізод «Вітри зими»         |
| 2017 | Падіння Ордена       | Knightfall        | принцеса Ізабелла        | Основний склад; 10 епізодів |
| 2019 | Вікторія             | Victoria          | Ебігейл Тернер           | З 3-го сезону               |